# Музей Святого Володимира
Музей Святого Володимира — музей у Вінніпезі, Манітоба, Канада. Він був започаткований у 1967 році Українською католицькою жіночою лігою Канади. Музей збирає, зберігає, досліджує та експонує матеріали, що стосуються української греко-католицької церкви.
Музей розташований у Вінніпезі, Манітоба.

## Історія
Створення музею відбулося при активній підтримці архієпископа Максима (Германюка), митрополита Вінніпезького Української Греко-Католицької Церкви. Також він пожертвував низку предметів музею.
Музей декілька разів змінював місце розташування. 1985 року для підтримання належного рівня охорони експонатів з проспекту Абердін 418 він був перенесений у приходський зал Пресвятої Богородиці. Там він розміщувався до 1998 року.
Тодішній єпископ-помічник Стефан Сорока порадив перенести колекцію до нещодавно відремонтованої архієпископської канцелярії.
Музей Святого Володимира зараз знаходиться в приміщеннях, що включає сховища, робочу кімнату та експонати.

## Колекція
Основна увага приділялася збору матеріалів, що стосуються українського католицького досвіду в Канаді.
Колекція містить предмети єпископів та священиків:
- богослужбові предмети;
- ручні хрести;
- ікони;
- знамена тощо[1].

П'ять експозиційних панелей охоплюють період з 1912 по 2012 роки.

## Афіліації
Музей пов'язаний з:
- CMA,
- CHIN
- Віртуальним музеєм Канади.

## Цікаві факти
- Приміщення, у якому розташований музей, це у минулому канцелярія архієпископа, що була побудована на землі, придбаній у 1929 році єпископом Василем (Ладикою).

- В колекції музею є одяг та предмети особистого користування блаженного єпископа Василя (Величковського).

- У музеї представлений одяг двох попередніх українських католицьких єпископів в Канаді єпископа Василь (Ладики) і благословенного мученика і єпископа Никити (Будки).

- Серед експонатів є ложка, яку використовував блаженний єпископ Миколай (Чарнецький) для таїнства Святого Причастя під час перебування в трудових таборах.

- Музей ініціював акцію богослужбових предметів, які вже не використовуються[3].